# Coronanthera pulchra
Coronanthera pulchra är en tvåhjärtbladig växtart som beskrevs av Charles Baron Clarke. Coronanthera pulchra ingår i släktet Coronanthera och familjen Gesneriaceae. Inga underarter finns listade i Catalogue of Life.